# James Rothman
James Edward Rothman (Haverhill, Massachusetts, 1950. november 3. –) amerikai biokémikus. 2013-ban Randy Schekmannal és Thomas Südhoffal megosztva elnyerte a fiziológiai Nobel-díjat, mert felfedezte a sejt anyagtranszportjának, a vezikulumok mozgatásának mechanizmusát.

## Tanulmányai
James Rothman 1950-ben született a massachusettsi Haverhillben, zsidó családban. Apja, Martin Rothman gyerekgyógyászként praktizált; anyja Gloria Hartnick háztartásbeli volt. James a legidősebb volt a három fiútestvér közül; öccsei közül Richard farmakológus-pszichiáternek, John jogásznak tanult. Az általános iskolában főleg a fizika és matematika érdekelte, elektromos készülékeket szerelt össze és rakétát épített. Középfokú tanulmányait a Pomfret School benlakásos magániskolában végezte és olyan jól teljesített, hogy a szokásos négy év helyett két év után érettségizett. Tanulmányait 1967-től a Yale Egyetemen folytatta, ahol elméleti fizikusnak készült. Apja hatására - aki főleg amiatt aggódott, hogy egy elméleti fizikus nem kap megfelelő állást - elkezdte látogatnia a biológiaelőadásokat is. Abban, hogy Rothman a biokémiát választotta, nagy szerepe volt Harold Morowitznak, aki a biológiai membránok tulajdonságait vizsgálta és laboratóriumában a diák Rothman elkezdhette első kutatásait. A membránokról írt szakdolgozata a legjobbnak járó díjat kapta az évfolyamában (érdekesség, hogy témavezetője az összefoglalót limerickekben írta, ami nagy sikert aratott a humán tudományok professzorait is magába foglaló bírálóbizottságban).
A BSc oklevél megszerzése után apja hatására 1971-ben a Harvard Egyetem orvosi szakán tanult tovább, bár Rothman úgy tervezte, hogy praktizálás helyett a kutatást választja pályájául. Orvosi doktorátusával párhuzamosan egy egyetemi programon belül 1976-ban megszerezte a PhD fokozatot is, témája a sejt membránjainak bioszintézise volt.  

## Pályafutása
Doktorátusának megszerzése után 1976-ban a Massachusetts Institute of Technology biológia szakán dolgozott kutatói ösztöndíjjal. 1978-tól a Stanford Egyetem biokémiai tanszékén oktatott egészen 1988-ig, majd a Princeton Egyetem molekuláris biológia professzoraként folytatta pályafutását. 1991-ben megalakította és 2004-ig vezette a Sloan-Kettering Rákkutató Központ sejtbiokémiai és -biofizikai részlegét. 2004-től a Columbia Egyetem tanára és a Sulzberger Genomkutató Központ igazgatójaként dolgozott, majd 2008-ban átment a Yale Egyetemre.
Rothman a sejt részei (kompartmentumai) közötti anyagszállítás molekuláris mechanizmusait kutatta. Eredményei segítettek megérteni, hogyan kerül az inzulin a citoplazmából a vérbe, hogyan kommunikálnak az idegsejtek vagy hogyan jutnak be a vírusok a gazdasejtbe. Ezeket a folyamatokban kicsiny, lipidmembránnal körbevett vezikulumok szállítják a kémiai anyagokat a célállomásra. Az élettan és a klinikum számára különösen nagy jelentőségű a vezikulumok érkezésekor lejátszódó membránfúziós lépés, amelynek hibás működése anyagcsere-, neurológiai vagy más betegségek okozója lehet. Rothman 1984-ben kezdődő munkájában sejtmentes rendszerben vizsgálta a vezikulumok létrejöttét és fúzióját és 1993-ban felfedezte a membránfúziót szabályozó SNARE proteineket. Szintén ő fedezte fel azt a GTP-hasítással járó rendszert, amely a vezikulumok bimbózását (létrejöttét) kontrollálja.
Rothman ezenkívül tanulmányozta a neurális hálózatokat, felfedezte a hsp70 hősokkprotein ATP-hasító aktivitását és fehérjekötő képességét. 1981-ben kidolgozott egy modellt a Golgi-készülék működéséről, amely szerint ciszternái a fehérjék több lépéses tisztítását szolgálják; az elmélet ma általánosan elfogadott.

## Díjai, kitüntetései

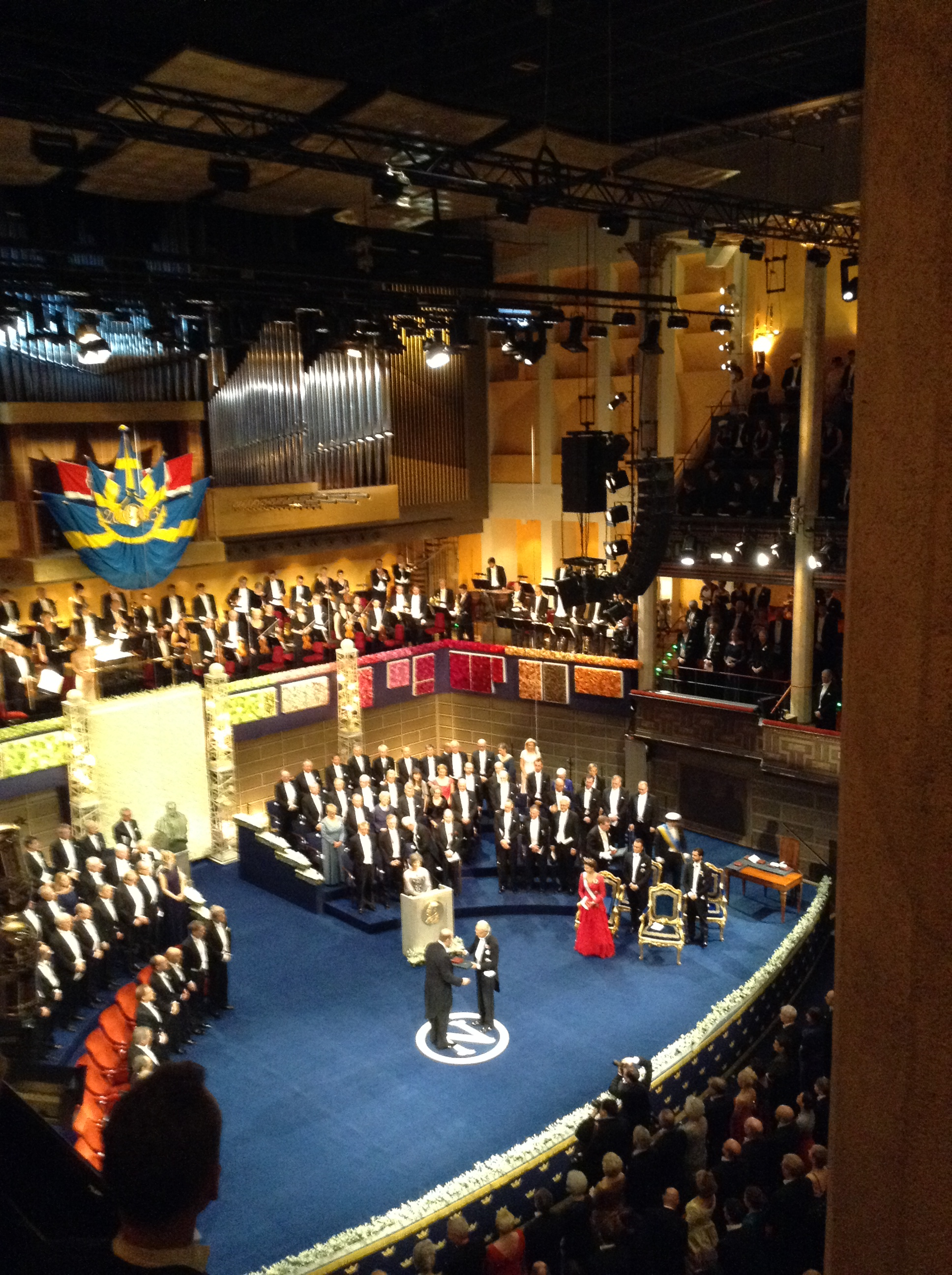
James Rothman átveszi a Nobel-díjat XVI. Károly Gusztáv svéd királytól

- 2013 Fiziológiai és orvostudományi Nobel-díj
- 2010 Kavli-díj
- 2010 az Amerikai Sejtbiológiai Társaság E.B. Wilson-érme
- 2010 Massry-díj
- 2002 Louisa Gross Horwitz-díj
- 2002 Albert Lasker-díj az orvosi alapkutatásért
- 2001 Otto-Warburg Érem
- 2000 Heineken-díj
- 1997 Harden-érem
- 1997 Feodor Lynen-díj
- 1997 Lounsbery-díj
- 1996 a Gairdner Alapítvány nemzetközi díja
- 1996 Fejszál király Nemzetközi Díj
- 1995 Fritz Lipmann-díj
- 1994 Rosenstiel-díj
- 1989 Alexander Von Humboldt-díj
- 1986 Eli Lilly-díj

1993 óta tagja az amerikai Nemzeti Tudományos Akadémiának, 1994 óta pedig az Amerikai Művészeti és Tudományos Akadémiának. Levelező tagja az Európai Molekuláris Biológiai Szervezetnek (EMBO)

## Családja
Rothman Joy Hirsch pszichiátert és neurobiológust, a Columbia Egyetem professzorát vette feleségül. 